# جورجيتو جيوجيارو

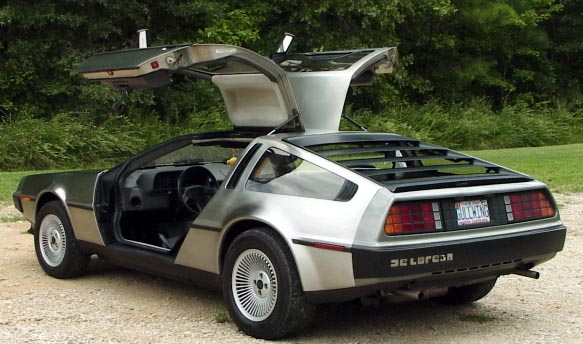
دي لوريان DMC-12.

جيورجيتو جيوجيارو ، ولد في 7 أغسطس 1938 في Garessio ، بمقاطعة كونيو، بييمونتي، مصمم سيارات إيطالي من أكثر المصممين إنتاجًا في تاريخ صناعة السيارات.

## الترجمة
في عام 1952، انتقلت عائلته إلى تورين، وكان جيورجيتو يبلغ حينها 14 عامًا. تابع دراسته هناك وتخصص في الرسم التقني والفنون الجميلة.
في سن 17، وظفه المهندس دانتي جياكوسا وانضم إلى Centro Stile التابع لعملاق صناعة السيارات شركة فيات المستقرة بتورينو.
وشكلت سنة 1959 مرحلة حاسمة في حياته المهنية، عندما قام المصمم الشهير Nuccio Bertone بتوظيف المصمم الشاب البالغ من العمر 21 عامًا في مكتب دراساته، وبقي هناك أكثر من خمس سنوات بقليل حتى نوفمبر 1965، قبل أن يلتحق بمصمم إيطالي كبير آخر هو Ghia .
شهد عام 1968 انطلاقة جورجيتو في عالم الشركات بإنشاء مكتب التصميم Italdesign . من خلال هذه الشركة، وضع لنفسه هدفًا يتمثل في تزويد صناعة السيارات بخدمات شاملة، بدءًا من تصميم السيارات الجديدة وحتى الاختبارات الأولى، فضلاً عن المساعدة في جميع المجالات. انتقلت الشركة منذ ذلك الحين من تورينو إلى Moncalieri .
تم تحويل هيكل الشركة إلى شركة قابضة ومجموعة شركات تابعة من بينها شركة Giugiaro Design التي لا يقتصر نشاطها على قطاع السيارات ولكنه متنوع ويشمل جميع مجالات الصناعة حيث أصبح تصميم المنتج مهمًا. في عام 2010، اشترت مجموعة فولكس فاغن 90.1 ٪ من أسهم Italdesign Giugiaro SpA.
حصل جورجيتو على العديد من الجوائز والأوسمة لنشاطه وتم ترقيته بشكل ملحوظ إلى رتبة " Cavaliere del lavoro "(«فارس العمل») في بلده وحصل على درجة فخرية وجائزة الفرجار الذهبي. سرعان ما تجاوزت سمعته الحدود وأصبح جزءًا من قاعة مشاهير السيارات (Automotive Hall of Fame) منذ عام 2002 بعد أن تم اختياره كمصمم سيارات القرن في عام 1999، وهي جائزة منحتها له في لاس فيغاس لجنة تحكيم مكونة من 120 صحفيًا وخبيرًا دوليًا.
من بين أنشطته خارج صناعة السيارات، يمكننا أن نذكر مشاركته النشطة في تنظيم دورة الألعاب الأولمبية الشتوية لعام 2006 التي أقيمت في تورينو. وهو أيضًا وراء تصميم تهيئة منتزه بورتو سانتو ستيفانو، عاصمة مونتي أرجينتاريو في توسكانا ، وكذلك كرة السلة التي يستخدمها الاتحاد الدولي لكرة السلة منذ عام 2004.

## المسار المهني
عمل جورجيتو في استوديوهات التصميم التالية:
- بيرتوني (1960 - 1965)
- غيا (1966 - 1968)
- شركة Italdesign غيوغيارو (1969 - 1997)

## إبداعات رائعة

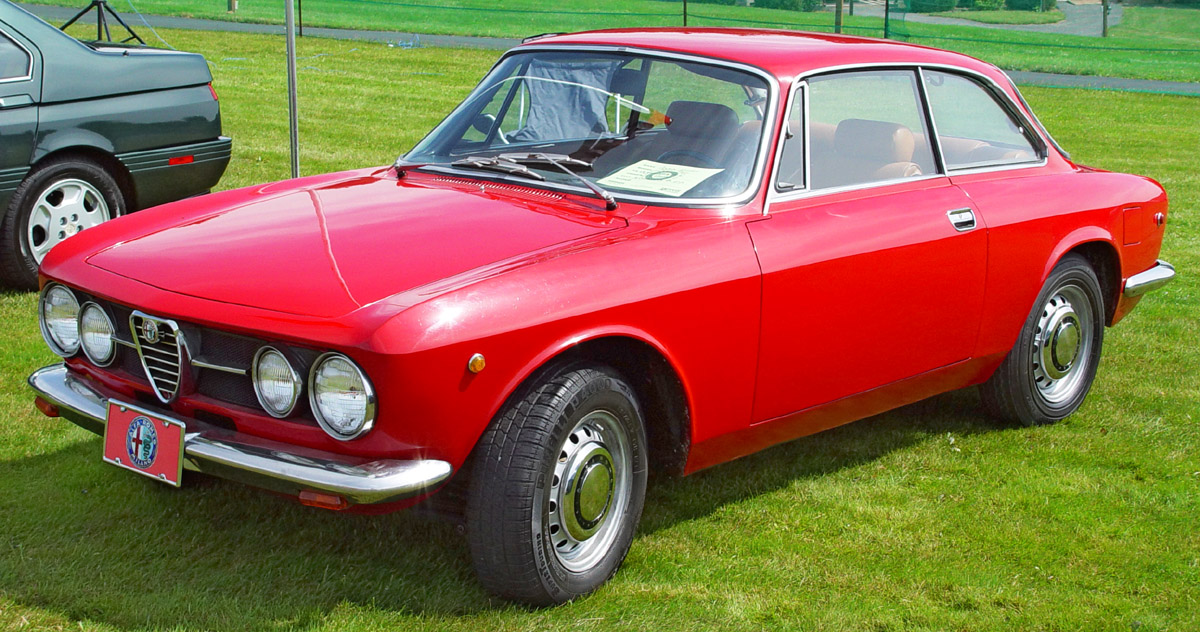
الفا روميو جوليا جي تي 2000 فيلوتشي كوبيه.

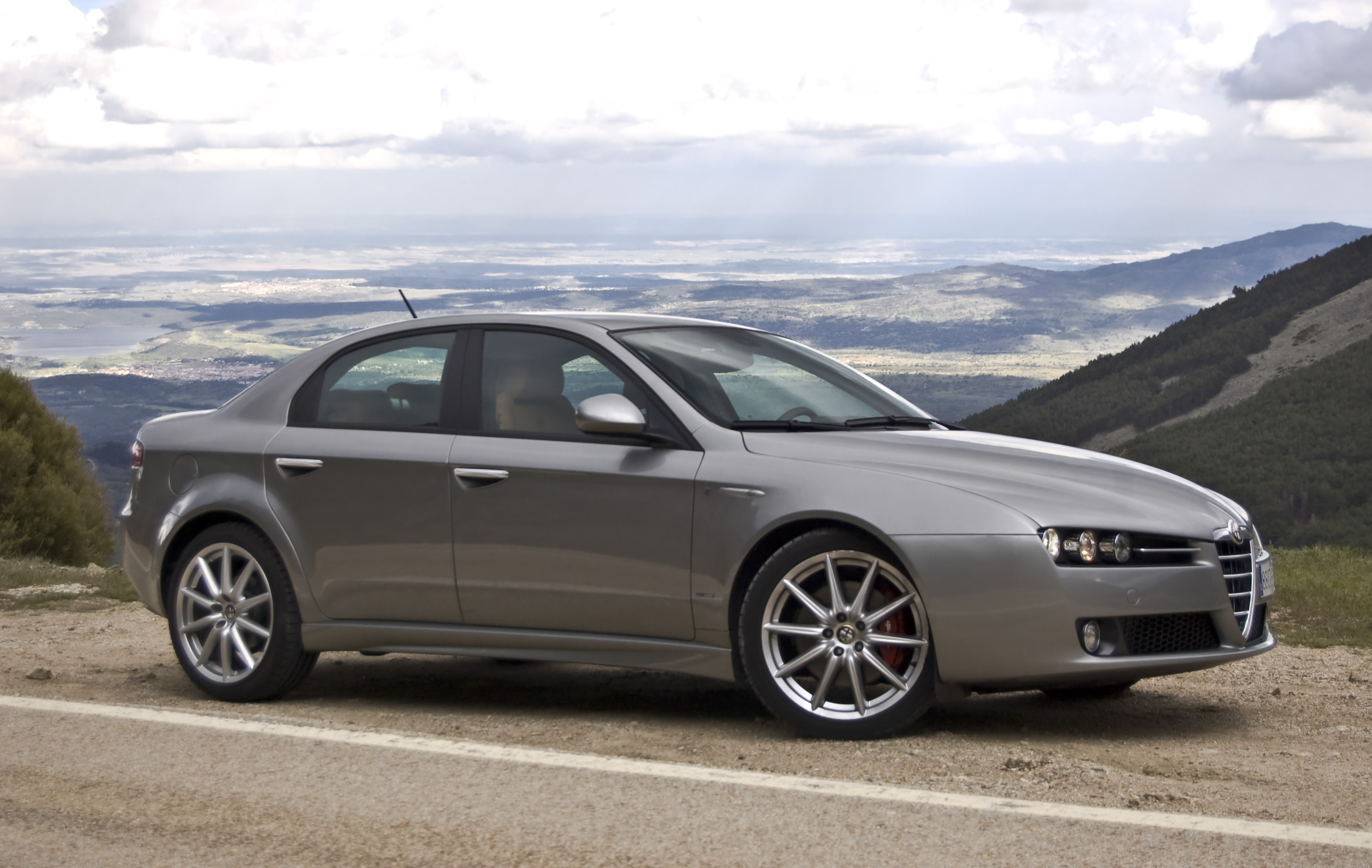
الفا روميو 159 سيدان.

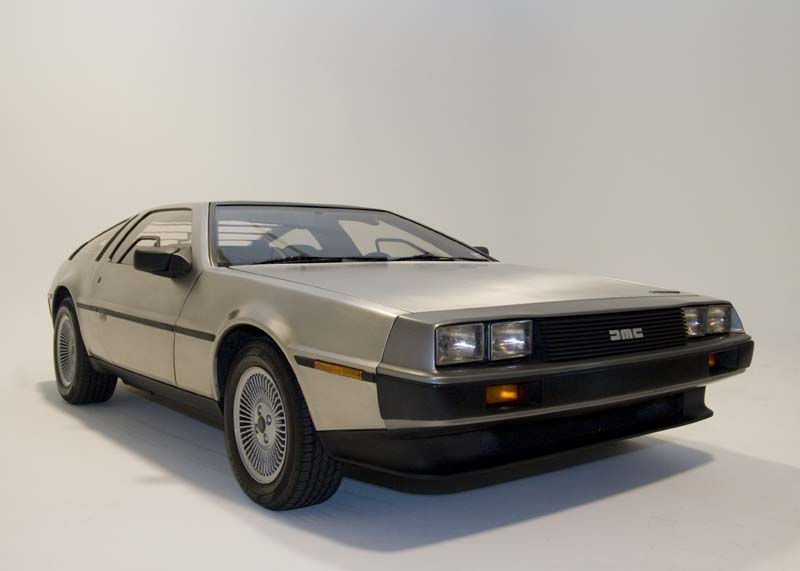
ديلوريان DMC-12.

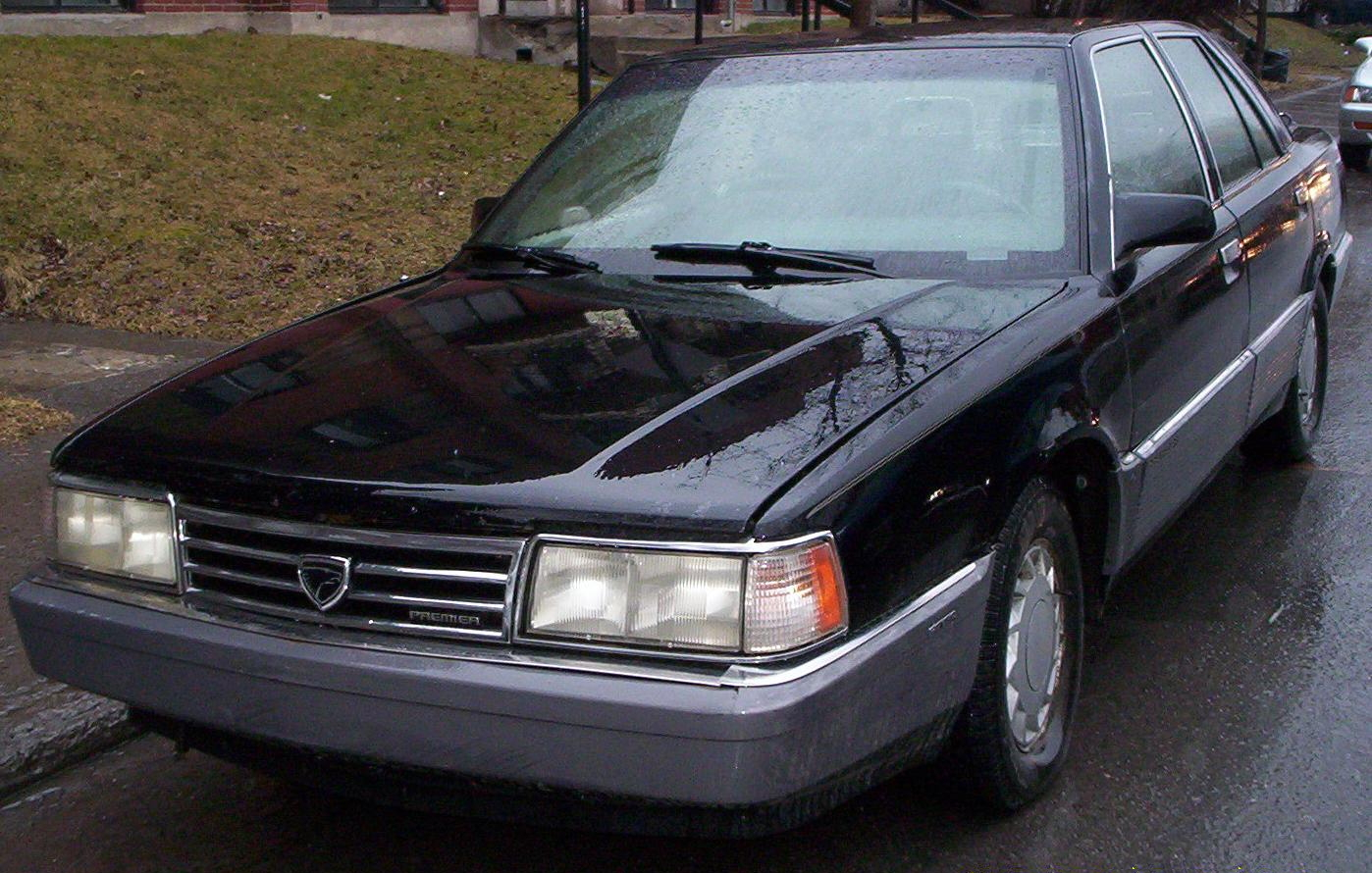
النسر الأول

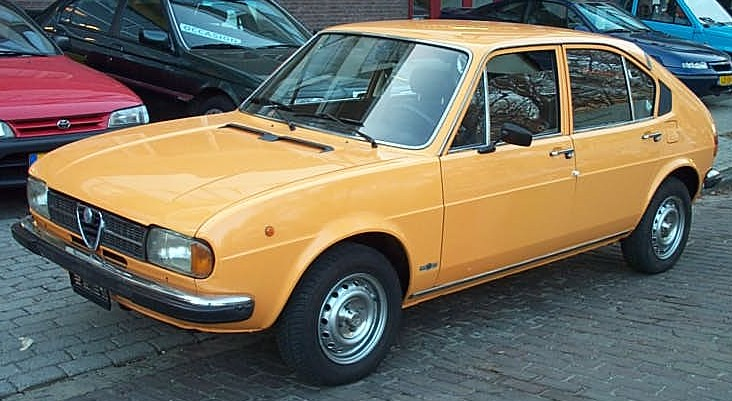
الفاسود

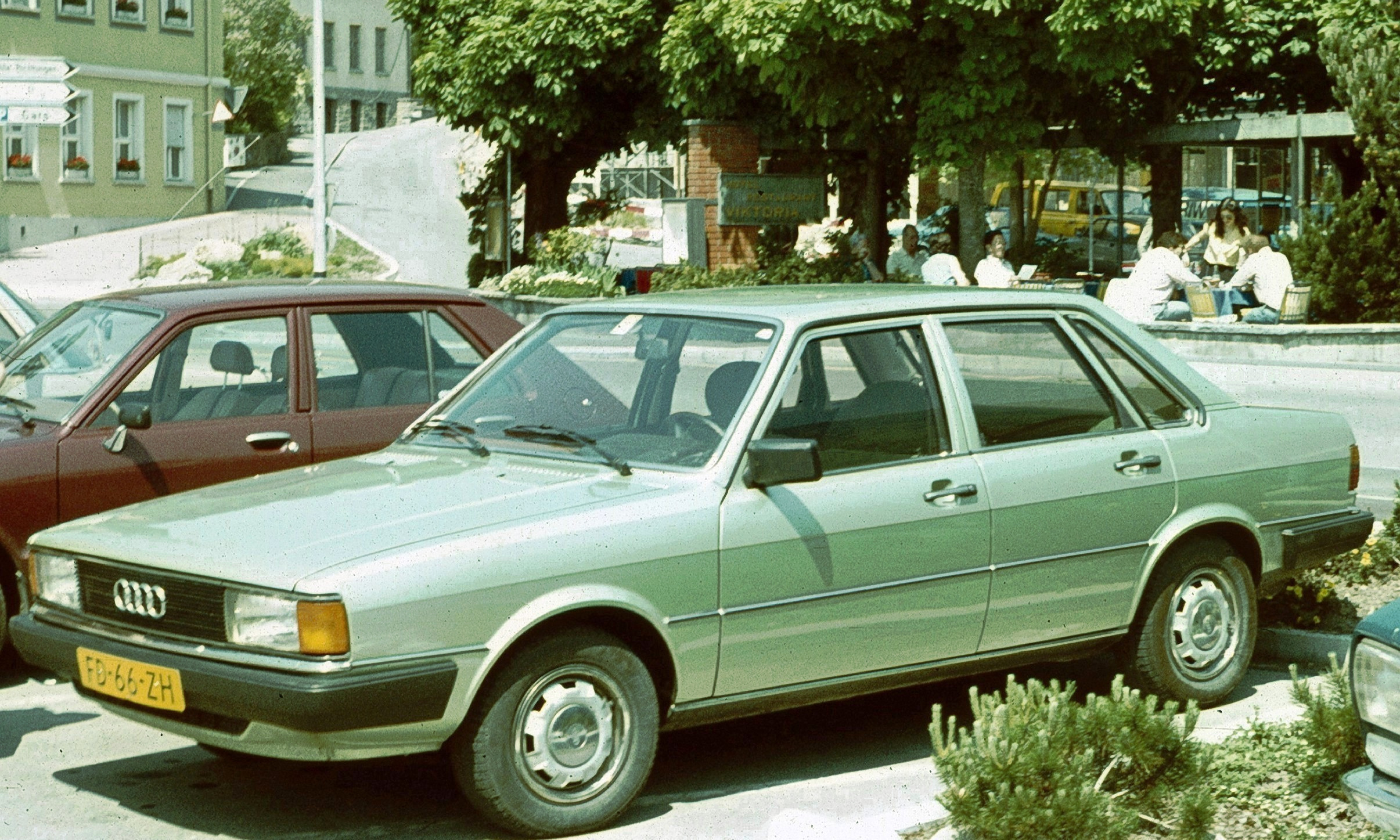
أودي 80

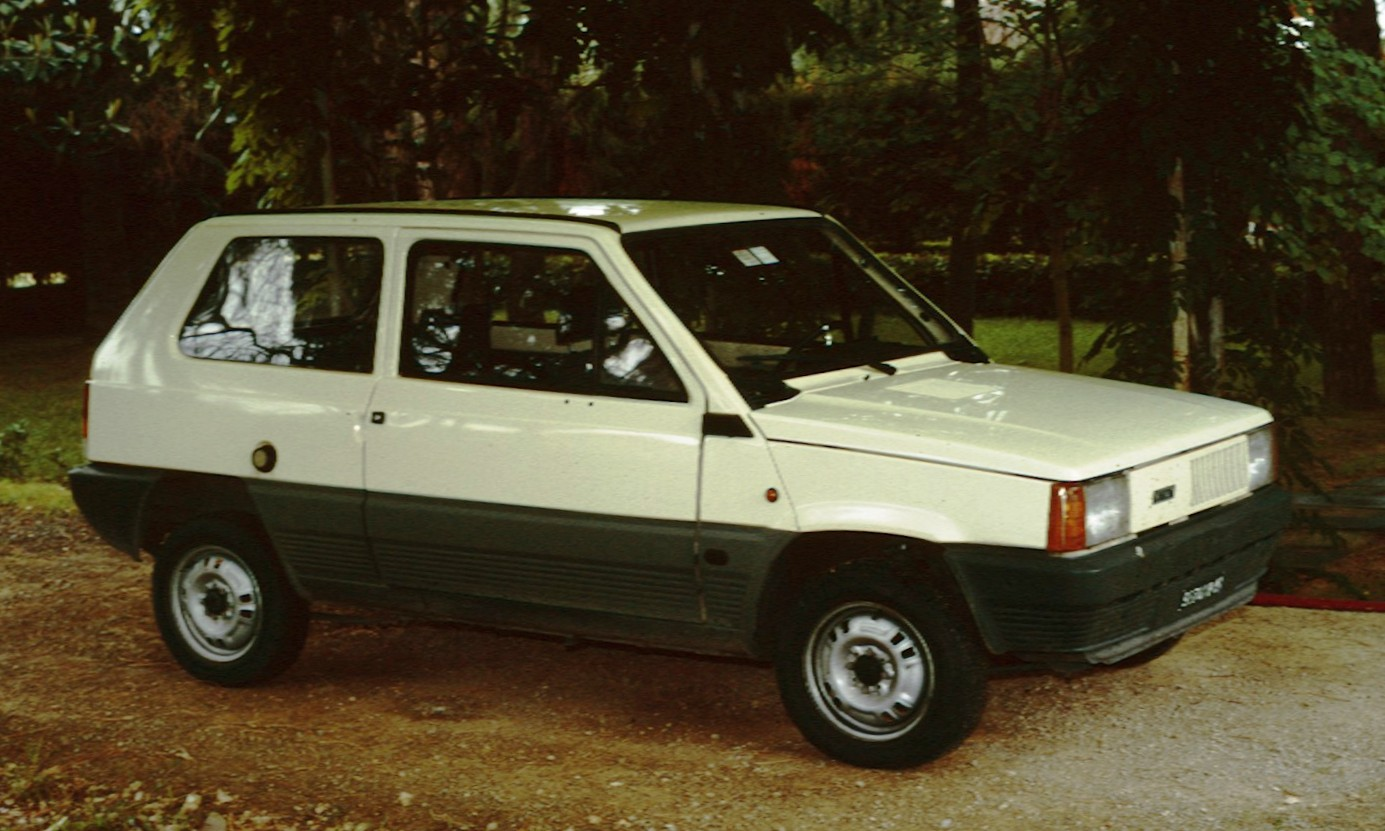
فيات باندا

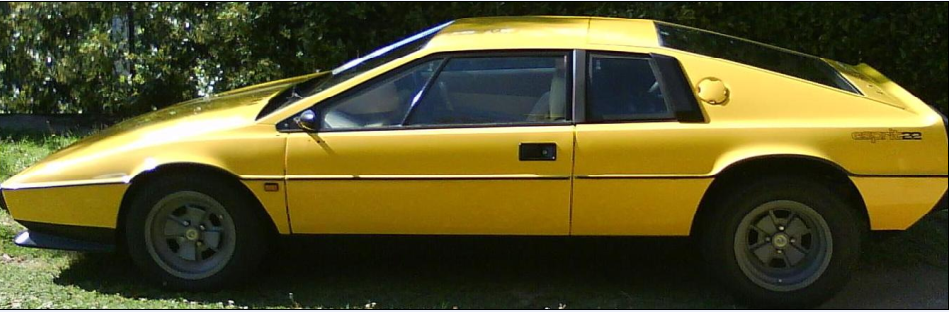
اللوتس اسبري

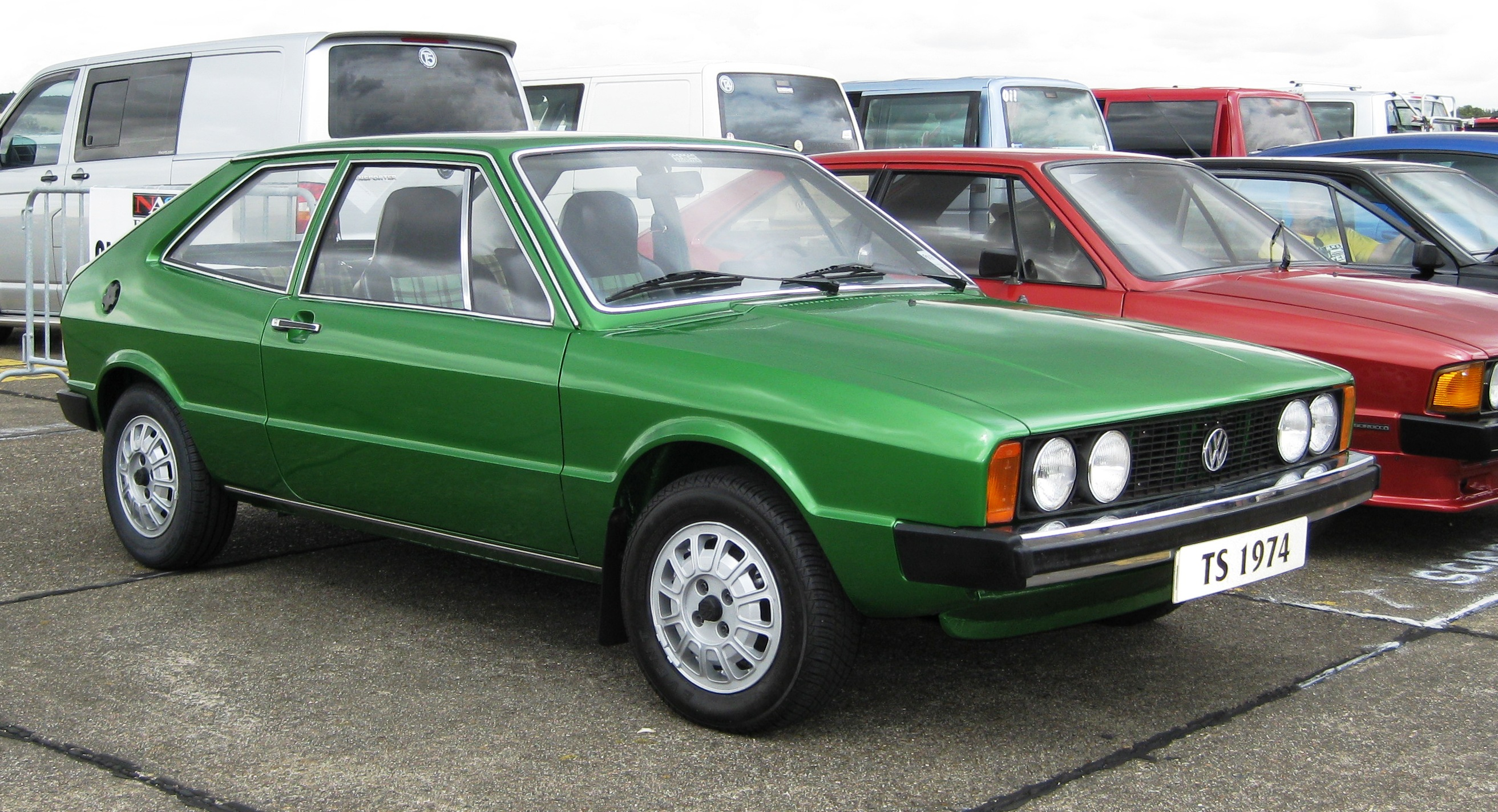
فولكس فاغن سيروكو

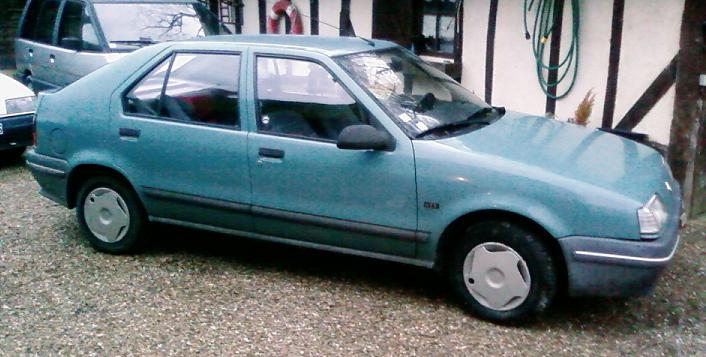
رينو 19

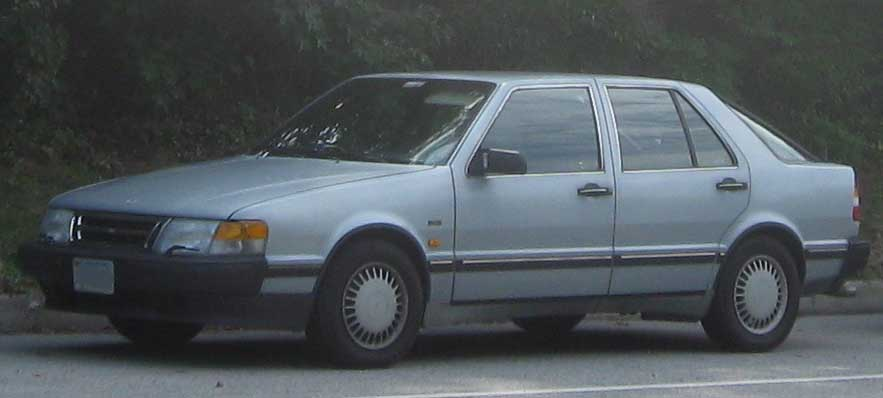
صعب 9000

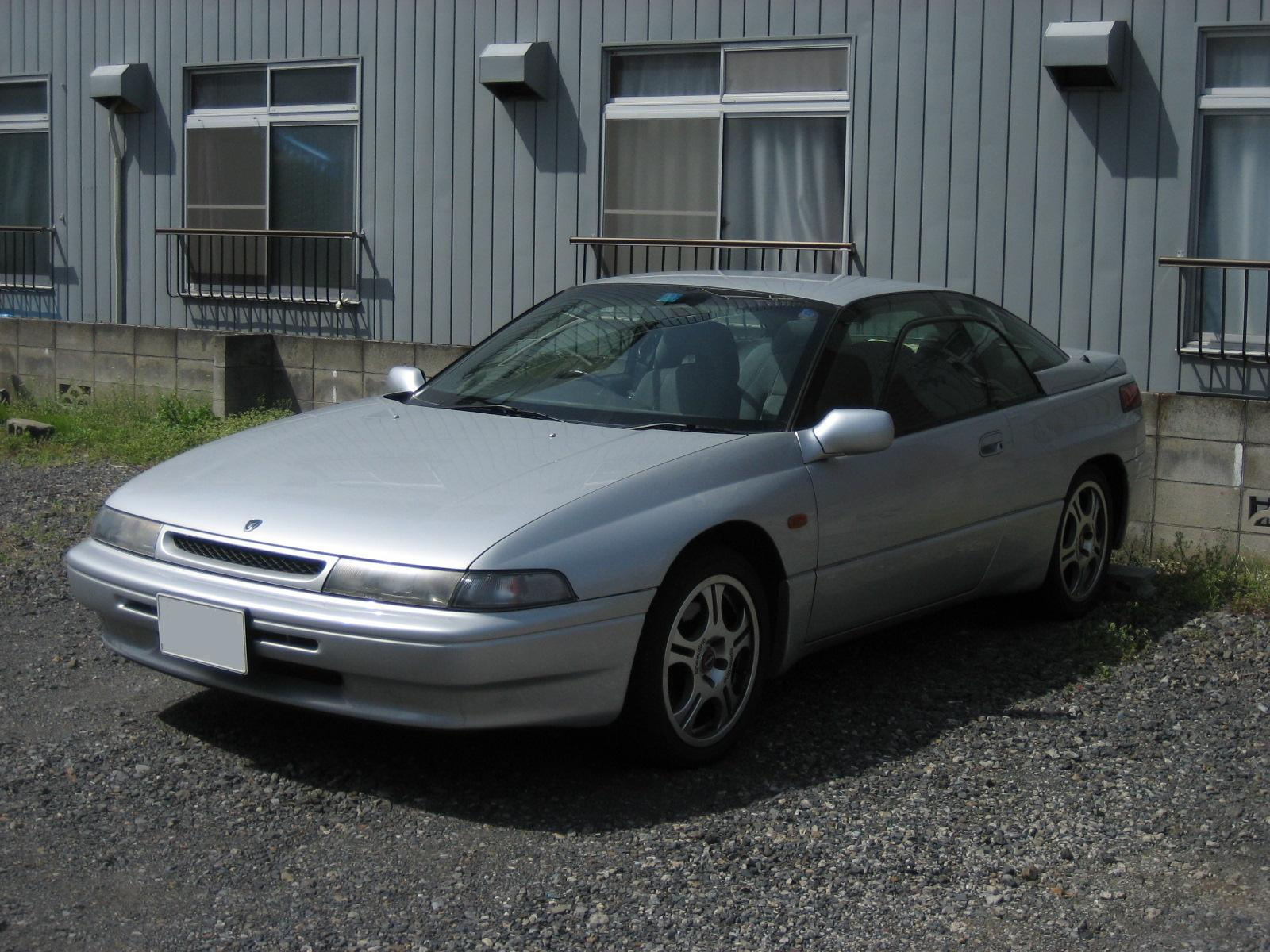
سوبارو SVX

من بين أكثر إبداعاته شهرة النماذج التالية:
الفا روميو:
- جوليا جي تي (1963)
- ألفيتا جي تي في (1974)
- الفسود (1972)
- 156 و 156 سبورت واجن الجيل الثالث (2003)
- 159 و 159 سبورت واجن (2005)
- بريرا (2006)

أمريكان موتورز:
- AMC Eagle Premier (1988)

أودي:
- أودي 80 (1976)

سيارات بوجاتي ساس:
- EB118 (1998)
- EB218 (1999)
- EB18 / 3 تشيرون (1999)

سيتروين:
- سيتروين C3 بلوريل (2003)

من لوريان:
- DMC-12 (1981)

دودج:
- دودج موناكو 5 (1990)

جنرال موتورز دايو:
- ماتيز (1999)
- ليجانزا (1997)
- ماغنوس (2000 و 2003)
- كالوس (2002)
- لاكيتي (2004)

فيراري:
- فيراري 250 جي تي بيرتون

فيات:
- دينو (1967)
- 850 سبايدر
- باندا (1980)
- أونو (1983)
- بونتو (1993)
- باليو / سيينا (2001-2004)
- غراندي بونتو (2005)
- كروما (2005)

جوردون كيبل:
- جوردون كيبل جي تي (1960)

هيونداي موتور:
- المهر (1974)

ايسوزو:
- 117 كوبيه (1968)
- ساحة (1981)

إيفيكو:
- يومية (2006)

لامبورغيني:
- ماركو بولو

لانسيا:
- دلتا (1979)

اللوتس:
- اسبريت (1973)

مازيراتي:
- جيبلي
- كواتروبورتي الثالث
- 4200 جي تي
- 3200 جي تي (1998-2001)

نيسان:
- ميكرا (1982)

رينو:
- آر 19 (1988)
- R 21 (1986)

ساب:
- ساب 9000 (1984)

سيات:
- إيبيزا (1986)

سوبارو:
- Alcyone SVX (1991)

سوزوكي:
- سوزوكي Sx4 (2006)

تويوتا:
- أريستو (1991)

فولكس فاغن:
- باسات (1973)
- الجولف (1974)
- بولو
- شيروكو (1974)

## روابط خارجية
- الموقع الرسمي
- أكثر من 60 مليون سيارة تحمل توقيعه.. ماذا تعرف عن جورجيتو جيوجيارو؟ - موقع CNN Arabic
- تعرف على «جورجيتو جيوجيارو».. أشهر مصمم سيارات في العالم - جريدة القبس الإلكتروني
- جيوجيارو أشهر مصمم سيارات في العالم - اليوم السابع

- (بالإنجليزية) مصممو سيارات BMW عبر التاريخ: جيورجيتو جيوجيارو - BMWism.com